# La Estancia Sector Uno
La Estancia Sector Uno, eller bara La Estancia, är en ort i Mexiko, tillhörande kommunen Acambay de Ruíz Castañeda i den västra delen av delstaten Mexiko, i den centrala delen av landet. Orten hade 1 075 invånare vid folkräkningen 2010.